# Andy MacFarlane
John Andrew Craig Macfarlane, detto Andy (Edimburgo, 22/06 1970), è un cantante, chitarrista e compositore scozzese.
È inoltre un membro della Mutoid Waste Company e risiede a Santarcangelo Di Romagna presso il campo denominato Mutonia.

## Discografia

### Con The Spamabilly Borghetti

#### Album
- Tales From Zugurugungunz (1999)
- We Do Voodoo Beer Bong Songs !! (1999)

#### Singoli
- Spamabilly / Happy Atheist split (7" - 1997)
- Spamabilly / Coco Pops split (7" - 1998)

### Con The Hormonauts

#### Album
- Hormone Hop (2002)
- Mini Skirt (2003)
- Hormone Airlines (2004)
- Hormonized (2006)
- Spanish Omelette (2008)
- 13 Flight Rock (2010)

### Con The Silver Combo

#### Album
- The Silver Combo (2008)

### Con The Rock'n'Roll Kamikazes

#### Album
- Tora! Tora! Tora! (Tora!) (2011)
- All Kinds Of People (2013)
- My Town (2015)
- Campari And Toothpaste (2019)

#### Singoli
- Hey Barista (2012)
- Loser (2014)
- Stop The Rock (2016)